# 追谷川 (南丹市)
追谷川（おいたにがわ）は、京都府南丹市日吉町上保野田を流れる淀川四次支流の準用河川である。

## 地理
追谷川は、明治国際医療大学裏の谷の水を集めて南流し、京都府道50号京都日吉美山線の追谷川橋をくぐり胡麻川の左岸に流入する。準用河川の区間は、日吉町保野田追谷から保野田ヒノ谷・界廻（かいまわり）までの550m。

## 流域の村
南丹市
- 日吉町
  - 胡麻地域
    - 保野田
      - 上保野田[3]

## 主な橋梁
- 追谷川橋（京都府道50号京都日吉美山線）[4]

## 流域にある施設
- 明治国際医療大学
- 明治国際医療大学附属病院